# 로키산맥꼬리개구리
로키산맥꼬리개구리는 로키산맥 주변 지대에 서식하는 꼬리개구리이다. 처음에는 아종으로 분리되며 해안꼬리개구리와 같은 종으로 여겨졌으나 현재는 다른 종으로 분리된 상태이다.

## 같이 보기
- 꼬리개구리